# Leptadrillia cookei
Leptadrillia cookei är en snäckart som först beskrevs av E. A. Smith 1888.  Leptadrillia cookei ingår i släktet Leptadrillia och familjen Drilliidae. Inga underarter finns listade i Catalogue of Life.